# Honduranische Fußballnationalmannschaft (U-17-Junioren)
Die honduranische U-17-Fußballnationalmannschaft ist eine Auswahlmannschaft honduranischer Fußballspieler. Sie unterliegt der Federación Nacional Autónoma de Fútbol de Honduras und repräsentiert sie international auf U-17-Ebene, etwa in Freundschaftsspielen gegen die Auswahlmannschaften anderer nationaler Verbände, bei CONCACAF U-17-Meisterschaften und U-17-Weltmeisterschaften.
Bei CONCACAF-Meisterschaften erreichte die Mannschaft viermal den vierten Platz (1983, 1985, 1987 und 2013).
2009 erreichte sie als Gruppensieger das Halbfinale, dieses wurde jedoch aufgrund der Influenza-Pandemie nicht ausgetragen.
Bei der WM 2013 verlor sie im Viertelfinale gegen Schweden.

## Teilnahme an U-17-Weltmeisterschaften
(Bis 1989 U-16-Weltmeisterschaft)
| 1985 | nicht qualifiziert |
| 1987 | nicht qualifiziert |
| 1989 | nicht qualifiziert |
| 1991 | nicht qualifiziert |
| 1993 | nicht qualifiziert |
| 1995 | nicht qualifiziert |
| 1997 | nicht qualifiziert |
| 1999 | nicht qualifiziert |
| 2001 | nicht qualifiziert |
| 2003 | nicht qualifiziert |
| 2005 | nicht qualifiziert |
| 2007 | Vorrunde           |
| 2009 | Vorrunde           |
| 2011 | nicht qualifiziert |
| 2013 | Viertelfinale      |
| 2015 | Vorrunde           |
| 2017 | Achtelfinale       |
| 2019 | nicht qualifiziert |
| 2023 | nicht qualifiziert |

## Teilnahme an CONCACAF U-17-Meisterschaften
(1983–1988: CONCACAF U-16-Meisterschaft, 1999–2007: In zwei Gruppen ausgetragenes WM-Qualifikationsturnier)
| 1983 | 4. Platz            |
| 1985 | 4. Platz            |
| 1987 | 4. Platz            |
| 1988 | Vorrunde            |
| 1991 | Vorrunde            |
| 1992 | Vorrunde            |
| 1994 | Vorrunde            |
| 1997 | Vorrunde            |
| 1999 | 4. Platz (Gruppe B) |
| 2001 | 4. Platz (Gruppe B) |
| 2003 | nicht qualifiziert  |
| 2005 | 2. Platz (Gruppe B) |
| 2007 | 2. Platz (Gruppe A) |
| 2009 | Halbfinale 1        |
| 2011 | Viertelfinale       |
| 2013 | 4. Platz            |
| 2015 | 2. Platz            |
| 2017 | Vorrunde            |
| 2019 | Viertelfinale       |
| 2023 | Viertelfinale       |